# Distrito de Parcoy
El distrito de Parcoy es uno de los trece que conforman la provincia de Pataz, ubicada en el departamento de La Libertad en el Norte del Perú.
Desde el punto de vista jerárquico de la Iglesia católica forma parte de la Prelatura de Huamachuco.
También tiene muchas costumbres como "Los Huaris de Parcoy".

## Historia
Asegurada la independencia, la nueva demarcación territorial que promulgó Bolívar crea la provincia de Pataz con la fusión de tres corregimientos: Pataz, Collay y Caxamarquilla (este último hoy Bolívar). En ella se encontraba el territorio del actual distrito de Parcoy.

## Geografía
Abarca una superficie de 304,99 km². Entre sus anexos o caseríos destacan Retamas, La Soledad y Llacuabamba.
Parte de sus habitantes han migrado de otras ciudades, tan lejanas como Lima, Cuzco, Puno, Ayacucho debido al trabajo que se deriva de la minería.

### Localidades
- Retamas
- La Soledad
- Lucumas
- Las Lamas
- Llacuabamba
- El Tambo
- Cabrillas
- Pilancon
- Queros
- Vaquería de Andas
- Bella Aurora
- Huayllapa.
- Uchucuayo
- Santa Rosa.
- Alpamarca.
- El Trapiche.
- Arcay.
- Contuyo.
- Ciro Alegria.
- Buena Vista.
- Vista Alegre.
- Collona.
- Nuevo Horizonte.
- La Tranca.
- José María Arguedas
- Pegoy

## Economía
La economía de la zona se ve influenciada principalmente por empresas mineras auríferas como Consorcio Minero Horizonte SA (CMHSA) y Minera Aurífera Retamas SA (MARSA).
Además, los centros poblados más alejados del distrito aún se dedican a la agricultura.

## Autoridades

### Municipales
- 2023 - 2026
  - Alcalde: Alfredo Uriol Mariñoz, Alianza Para el Progreso (APP)
    - Regidores: Nelida Zenilda Castañeda Carruitero (APP), Samuel Rodrigo Perez Saldaña (APP), Ingrid Del Rosario Guillen Acuña (APP), Manuel Roger Aranda Romero (APP), Gonzalo Dominguez Lopez (Avanza País).

### Religiosas
- Prelatura de Huamachuco[2]
  - Obispo Prelado de Huamachuco: Monseñor Sebastián Ramis Torres, TOR.[3]
- Parroquia
  - Párroco: Pbro. .